# سيدني دي جونغ
سيدني دي جونغ (بالهولندية: Sidney de Jong)‏ (و. 1979  م) هو لاعب كرة قاعدة هولندي، ولد في أمستردام، شارك في الألعاب الأولمبية الصيفية 2008، والألعاب الأولمبية الصيفية 2004، مركز لعبه هو ملتقط.

## روابط خارجية
- سيدني دي جونغ على موقعبيزبول رفرنس.كوم (الدوري الثانوي) (الإنجليزية)
- سيدني دي جونغ على موقع أوليمبيديا (الإنجليزية)